# Odontocera albitarsis
Odontocera albitarsis là một loài bọ cánh cứng trong họ Cerambycidae.